# Astudillo
Astudillo é um município da Espanha na província de Palência, comunidade autónoma de Castela e Leão, de área 122,95 km² com população de 1168 habitantes (2007) e densidade populacional de 9,5 hab./km².

## Demografia
| Variação demográfica do município entre 1991 e 2004 | Variação demográfica do município entre 1991 e 2004 | Variação demográfica do município entre 1991 e 2004 | Variação demográfica do município entre 1991 e 2004 |
| --------------------------------------------------- | --------------------------------------------------- | --------------------------------------------------- | --------------------------------------------------- |
| 1991                                                | 1996                                                | 2001                                                | 2004                                                |
| 1450                                                | 1340                                                | 1253                                                | 1205                                                |